# Koptska pravoslavna cerkev
Koptska pravoslavna cerkev je starodavna cerkev egipčanskih kristjanov, s sedežem v Aleksandriji. Še danes predstavlja največjo Cerkev Egipta, ki šteje okoli 90% egipčanskih kristjanov. 
Pripada družini starih vzhodnih cerkva, ki so postale posebno cerkveno telo po  Kalcedonskem koncilu leta 451, ko so izbrale drugačna krščanska izhodišča glede na melkitske  cerkve Rima in Konstantinopla. Zaradi tega  pristaše kalcedonske doktrine (ki jo Kopti smatrajo duofizitima) imenujejo monofizitska cerkev, čeprav Koptska cerkev zavrača monofizitizem v tem smislu. 

## Zgodovina
Ko so Arabci osvojili Egipt v letih med 639-642, so grško poimenovanje Aiguptos (Egipčan) izpisali v arabščini, ki v pisni obliki ne pozna vokalov in napisano izgovorili kot coptho - kopt. Ta pojem se je v začetku nanašal na predstavnika egipčanskega ljudstva. Od prvega tisočletja naprej, ko je po močni islamizaciji večina egiptovskega ljudstva postala muslimanska, pa je ta pojem označeval tiste Egipčane, ki so ostali zvesti krščanstvu, označeval pa je tudi njihovo vero in kulturo.
Cerkev se prvič uradno pojavi v dokumentih ob koncu 2. stoletja, ko je omenjen aleksandrijski škof Demetrij. Po izročilu naj bi bil Demetrij enajsti naslednik evangelista Marka.

### Ustanovitev
Po legendi je cerkev egipčanskih kristjanov ustanovil apostol Marko v Aleksandriji sredi 1. stoletja (okoli leta 42) . To obdobje, imenovano 'obdobje mučencev' je za vedno zaznamovalo Koptsko cerkev. Zaradi apostolskega porekla, poglavar te cerkve nosi titulo papež Aleksandrije in patriarh prestola svetega Marka. 

### Nastanek meništva
V 3. in 4. stoletju je, v okviru koptske cerkve, prišlo do nastanka krščanskega meništva. Začetniki ali očetje meništva so sveti Anton Puščavnik, Pavel iz Teb in Sveti Pahomij v Nitrijski puščavi. Iz Epipta se je meništvo hitro razširilo v Palestino, Sirijo, Mezopotamijo, Malo Azijo in naprej v Italijo. V zgodovini krščanstva je koptsko meništvo igralo veliko vlogo. 

### Monofizitski spor
Aleksandrijski patriarh Dioskor I. je podprl monofizitsko krščansko pozicijo na Kalcedonske koncilu (leta 451) in se odcepil od melkitske skupine, oblikovane iz pravoslavnih Grkov, ki so prevzeli kalcedonsko dogmo. Monofiziti namreč trdijo, da sta obe naravi v Kristusu postali ena sama bogo-človeška narava, vse druge cerkve pa so sprejele definicijo, da sta v Kristusu v eni osebi zedinjeni dve naravi, božja in človeška. Čeprav so leta 520 poskušali ponovno združiti te skupine z umirjenim monofizitstvom okoli Severa Antiohijskega (512-538), so se od leta 542 Kopti, zahvaljujoč vplivu Jakoba Baradaja, episkopa Edese (541-578), organizirali avtonomno kot antikalcedonska skupina.

### Arabska osvajanja
Sčasoma se je Koptska cerkev odcepila tako od Rima kot Bizanca, arabsko osvajanje leta 642 pa je spodbudilo to avtonomijo.

## Sodobnost
Stoletja so se v Rimu trudili, da bi prišlo do ponovne povezanosti med Koptsko in katoliško Cerkvijo. Po številnih neuspelih poskusih je papež Benedikt XIV., sredi 18. stoletja opustil idejo o združitvi Koptske cerkve z rimsko.
Benedikt XIV. je 4. avgusta 1741 potrdil koptsko katoliško hierarhijo. V začetku in do leta 1895 so jo vodili apostolski vikarji, ki so sicer imeli naziv škof Kaira, niso mogli dobiti škofovskega posvečenja. Od 18. januarja do 3. junija leta 1898 so imeli v frančiškanskem samostanu Muski prvo koptsko katoliško sinodo. Ob zaključku sinode je papež Leon XIII. spoznal, da je prišel čas za imenovanje koptsko katoliškega patriarha. 19. junija je na konsistoriju, s papeškim dekretom Alloquendi initium izvoljen apostolski administrator Gregorij Makarij uradno postal patriarh. Prevzel je ime Ciril II.

## Koptska umetnost
V zgodovini je Koptska cerkev zelo razvila koptsko umetnost ikonopisja in po njej postala znan po vsem svetu. 